# Famille Girot de Langlade
Pour les articles homonymes, voir Langlade.
La famille Girot de Langlade, classée parmi les familles subsistantes de la noblesse française, est une famille auvergnate originaire de la ville d'Issoire (Puy-de-Dôme). Elle fut honorée en 1827 par le roi Charles X du titre personnel de baron puis en 1834 du titre héréditaire de baron de Langlade.
Au XVIIIe siècle, ses membres appartiennent à la bourgeoisie, ils occupent des fonctions de consul et de second échevin de la ville. Au XIXe siècle, elle se distingue en donnant un haut fonctionnaire du royaume et député du Puy-de-Dôme qui fût élevé à la dignité de pair de France. À l'époque contemporaine, on compte dans ses rangs un général de division de la Seconde Guerre mondiale, compagnon d'armes du général Leclerc lors de la campagne de France, et un préfet.
Elle tire son nom du château de Langlade en la commune de Meilhaud dans l'arrondissement d'Issoire,.

## Histoire
Le premier membre connu de cette famille remonte à la fin du XVIIe siècle avec Mary Girot, boucher à Issoire. Il épouse en 1688 Antoinette Admiral et meurt en 1711. De ses onze enfants ne lui survécut que Joseph Girot.
Joseph Girot (1706-1787), fils du précédent, riche marchand cirier et épicier. Il construit la fortune de la famille après son mariage avec une fille de marchand, Jeanne Reymond. Il est consul de la ville d'Issoire en 1733 et 1755. Il devient en parallèle gérant du domaine des Listes de Regnat et des biens de l'abbaye d'Issoire. Il a pour fils Joseph Girot.
Joseph Girot (1742-1789), fils du précédent, fait des études de médecine et son mariage avec Marie-Louise Libois de Montguichet, fille d'un conseiller du roi et receveur des tailles, accentue l'ascension sociale de la famille. Docteur en médecine et second échevin d'Issoire, il est nommé en 1778 médecin de l'hôpital de cette dernière ville. En 1789 il est imposé pour 1032 livres comme médecin, gérant des Listes de Regnat et propriétaire d'un grand domaine (celui du Mas à Issoire). Il a pour fils unique et héritier Joseph-Henri Girot dit Girot de Langlade. 	
Joseph-Henri Girot de Langlade (1782-1856), baron à titre personnel par lettres patentes du 30 août 1827 puis baron héréditaire de Langlade par ordonnance royale du 23 octobre 1834 (sur réversion du titre de son beau-père Guillaume-Jean Favard de Langlade, célèbre juriste et homme politique du XIXe siècle, baron de l'Empire en 1811 sous le nom de Langlade, confirmé baron de Langlade en 1816 sous la Restauration,). En 1808 il épousa Marie-Françoise-Pauline Favard de Langlade, morte en 1836 sans postérité. Joseph-Henri Girot ajouta à son nom celui de la terre et du château de Langlade porté par sa première femme après avoir été institué héritier de son beau père par décision du roi Louis XVIII. Il épousa en secondes noces Pauline Tezenas du Montcel dont il eut deux enfants. Il fut juge-auditeur près la Cour impériale de Riom (1808), auditeur au conseil d’État (1810), sous-préfet (1811-1820), membre de la Maison du roi au poste d'inspecteur général adjoint (1820) puis d'inspecteur général des forêts de la Couronne (1828),. En 1826, il fut également nommé administrateur des octrois de Paris. Il était alors le second plus grand propriétaire foncier de la circonscription d'Issoire après Jean-Antoine Lecourt, dernier seigneur d'Hauterive. Élu député du Puy-de-Dôme de 1834 à 1845, il fut élevé à la dignité de pair de France en 1845. Il termina sa carrière comme conseiller général du Puy-de-Dôme entre 1852 et 1856. Il était chevalier de la Légion d'honneur.
La famille Girot de Langlade a été admise à adhérer à l'association d'entraide de la noblesse française (ANF) en 2008.

## Personnalités
- Paul Girot de Langlade, 5° baron de Langlade (1894-1980), (arrière-petit-fils du précédent), général de division, il fut l'un des hauts officiers de la 2e division blindée lors de la Seconde Guerre mondiale en tant que commandant du G.T.L. (Groupement Tactique Langlade). Il fut également commandant de la 3e division blindée, gouverneur militaire de Strasbourg, directeur de l’École d'application de l'arme blindée et de la cavalerie et commandant des forces terrestres du Cambodge durant la guerre d'Indochine. Il était notamment grand-croix de la Légion d'honneur, chevalier de l'Ordre royal de Léopold, décoré de la croix de guerre 1914-1918, de la croix de guerre 1939-1945, de la croix de guerre des théâtres d'opérations extérieurs et titulaire de 18 citations à l'ordre de l'armée. La 64e promotion de l'École militaire interarmes (2024-2026) porte son nom.
- François Girot de Langlade (1904-1991), frère du précédent, officier de la France libre en Extrême-Orient[12], nommé en août 1944 délégué pour l'Extrême-Orient du gouvernement provisoire de la France Libre en Indochine[13], commandeur de la Légion d'honneur et décoré de l'Ordre du Service distingué.
- Paul Girot de Langlade, 7° baron de Langlade (né en 1946), (petit-fils de Paul Girot de Langlade qui précède), officier de l'armée de terre dans l'arme blindée et cavalerie puis préfet (1996-2009), chevalier de la Légion d'honneur[14], commandeur de l'Ordre national du mérite[15], chevalier des Palmes académiques et chevalier du Mérite agricole.

Cette famille est également connue pour compter dans ses rangs le maréchal des Logis Didier Girot de Langlade, combattant au 4e régiment de chasseurs à cheval, mort pour la France en 1956 lors de la guerre d'Algérie à l'âge de 21 ans. En son honneur, la 59e promotion (1973-1974) de l'École nationale des sous-officiers d'active fut baptisée promotion Didier de Langlade.[réf. nécessaire]

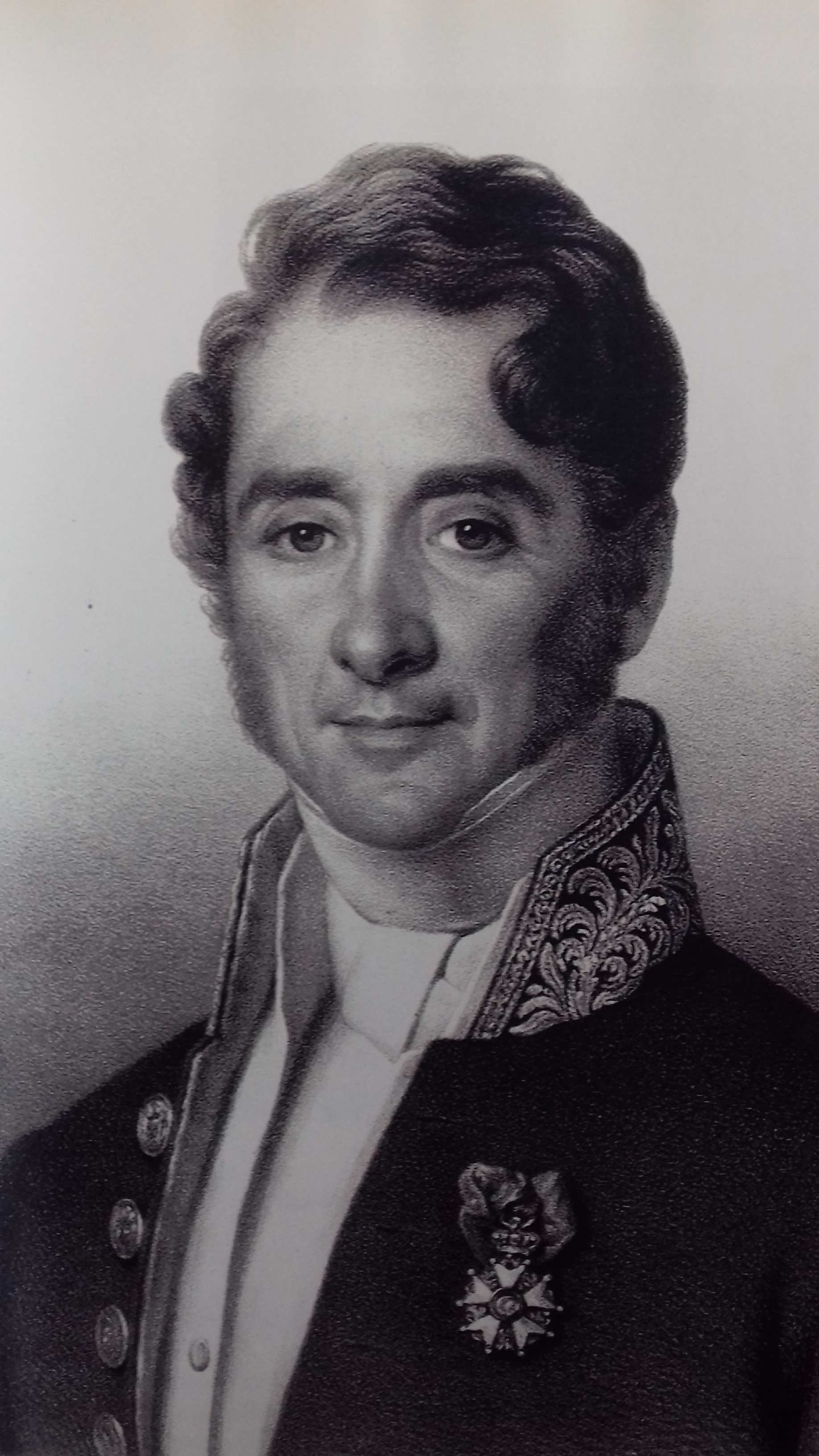
Joseph-Henri Girot de Langlade
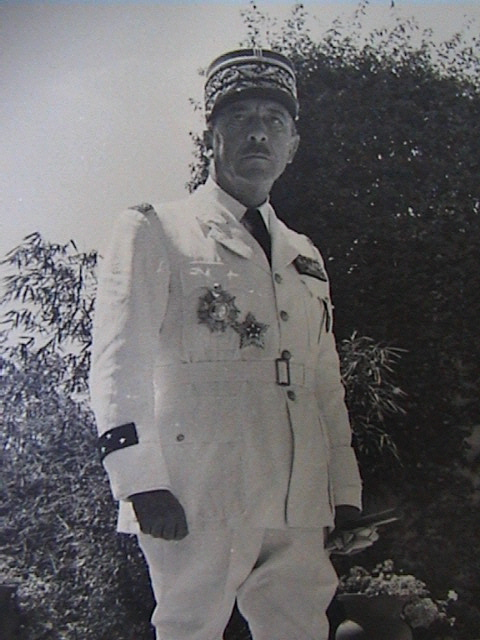
Paul Girot de Langlade, 5e baron de Langlade.

## Alliances
La famille Girot de Langlade s'est alliée aux familles : Admiral (1688), Reymond (1727), Libois (de Montguichet) (1772), Favard de Langlade (1808), Tezenas du Montcel (1841 et 1919), Le Lasseur (1866), de Bernard de La Fosse (1867), d'Adhémar de Lantagnac (1893), Stern (1904), Journet (1931), de L'Hermite, Boyer de Latour du Moulin (1938), d'Andoque de Sériège (1944), de Guillebon, Bosquillon de Jenlis, Fournet (1970), Murat (1998), Le Boucher d'Hérouville, Dandolo, Henry de Villeneuve, Oliver-Fouques du Parc, Fauveau de Bertereche de Menditte, Azaïs de La Garde de Chambonas, de Taisne de Raymonval, Thierion de Monclin, etc.,.